# Kárpát-medencei Messier-maraton

A Kárpát-medencei Messier-maraton hivatalos logója

A Kárpát-medencei Messier-maraton (KmMm) célja, hogy a Charles Messier francia csillagász által katalogizált 110 halvány égi objektumból egy éjszaka alatt minél többet, lehetőség szerint mindegyiket fogja távcsővégre az észlelő csillagász. Egyúttal találkozási lehetőséget biztosít a Kárpát-medencei amatőrcsillagászok, csillagászok, fizikusok számára egy csillagászati észlelőverseny keretében.

## A Messier-objektumok
Charles Messier francia csillagász volt, aki a XVIII. század nagy divatjának, az üstökösvadászatnak hódolt. Ebbéli elfoglaltsága keretében egymaga 21 üstököst fedezett fel, melyből 15-öt ma is elfogadnak a szakcsillagászok önálló felfedezésként. Észleléseit gyenge binokulárokkal, kisebb reflektorokkal és egyszerű lencsés távcsövekkel végezte, mely műszereken át szinte minden galaxis, planetáris köd, nyílt és gömbhalmaz egyformán üstököshöz hasonló, elmosódott, fényes foltként jelent meg a látómezőben azzal az eltéréssel, hogy ezen objektumok a valódi üstökösökkel ellentétben nem változtatták az égen elfoglalt helyzetüket, így később Messier ezeket azért katalogizálta, hogy ne tévessze össze a vadászott égi vándorokkal. Az ily módon katalogizált legfényesebb mélyűri objektumok utóbb kapták a Messier-objektum elnevezést, melyből aktuálisan 110 darabot tartalmaz a katalógus.

## Az I. KmMm
Az I. Kárpát-medencei Messier-maratont 2022. április 1–3. között szervezte meg Balogh Zoltán főszervező a Hortobágyi Csillagoségbolt-parkban. Az I. KmMm-en többek között előadást tartott Farkas Bertalan, a Szojuz–36 kutatóűrhajósa, dandártábornok, dr. Ludmány András kandidátus, a volt Debreceni Napfizikai Obszervatórium vezetője, Francsics László egyetemi oktató, fotós és asztrofotós, a Magyar Asztrofotósok Egyesületének elnöke, dr. Forgács Attila fizikus. Az első KmMm-re Erdélyből, a Felvidékről, Kárpátaljáról és Magyarországról érkeztek a résztvevők. A KmMm során napközben szakmai előadások zajlottak, derült idő esetén pedig Charles Messier 110 objektumot tartalmazó katalógusának a "végig" észlelése az éjszaka során.

## A verseny lebonyolítása
A résztvevő versenyzőknek GoTo-vezetés nélkül kell megtalálniuk a Messier-objektumokat. A verseny validált, azaz a résztvevők/versenyzők tanúsítványt kapnak a teljesített észlelésükről, ami azért érdekes, mert ilyen jellegű tanúsított Messier-maratont még nem szerveztek a Kárpát-medencében. Ha egy versenyző mind a 110 objektum megtekintését teljesíti napnyugta és napkelte között, a teljesítménye hivatalos magyar rekordként a Magyar Rekordok adatbázisába is bekerülhet. Ennek teljesítése – tekintettel az éjszaka hosszára (kb. 9 óra) – komoly kihívást jelent. Egy-egy objektum megtalálására, beazonosítására ugyanis alig 5 perc áll rendelkezésre, így a feladat még a rendszeresen észlelő, komoly égismerettel rendelkező csillagászok számára is rendkívül nehéz.
A következő Kárpát-medencei Messier-maraton 2023 márciusában kerül megrendezésre Balogh Zoltán főszervező által.